# أندرو برايس
أندرو برايس (بالإنجليزية: Andrew Price)‏ هو محامي وسياسي أمريكي، ولد في 2 أبريل 1854، وتوفي في 5 فبراير 1909 في مقاطعة فوورش في الولايات المتحدة. حزبياً، نشط في الحزب الديمقراطي. وقد انتخب عضو مجلس النواب الأمريكي.